# Melancholia (Fernsehserie)
Melancholia (멜랑꼴리아 Mellangkkollia) ist eine südkoreanische Fernsehserie mit Im Soo-jung, Lee Do-hyun, Jin Kyung und Jang Hyun-sung.

## Handlung
Die Fernsehserie erzählt die Geschichte von Skandalen und Korruption an renommierten privaten Oberschulen in Gangnam.

## Besetzung

### Hauptdarsteller
- Lim Su-jeong als Ji Yoon-soo[2] (Cha Jung-hyun als junge Ji Yoon-soo)[3]
- Lee Do-hyun als Baek Seung-yoo / Baek Min-jae (Choi Seung-hun als junger Baek Seung-yoo / Baek Min-jae)
- Jin Kyung als Noh Jung-ah
- Jang Hyun-sung als Seong Min-joon

### Nebendarsteller
- Jeon Jin-ki als Choi Seong-han
- Oh Hye-won als Noh Yeon-woo
- Byun Jung-soo als Yoo Hye-mi
- Baek Ji-won als Min Hee-seung
- Kim Ho-jin als Baek Min-sik
- Oh Kwang-rok als Ji Hyun-wook
- Kim Mi-hye als Ahn Seong-go
- Lee Sang-jin als Park Hyun-do
- Kim Ji-young als Kim Ji-na
- Shin Soo-yeon als Choi Si-an[4]

## Einschaltquoten
| Folge        | Ausstrahlungsdatum | Einschaltquote | Einschaltquote |
| Folge        | Ausstrahlungsdatum | AGB Nielsen    | AGB Nielsen    |
| Folge        | Ausstrahlungsdatum | landesweit     | Seoul          |
| ------------ | ------------------ | -------------- | -------------- |
| 1            | 10. November 2021  | 3,617 %        | 4,174 %        |
| 2            | 11. November 2021  | 2,407 %        | 2,459 %        |
| 3            | 17. November 2021  | 2,529 %        | 2,548 %        |
| 4            | 18. November 2021  | 1,619 %        | 1,682 %        |
| 5            | 24. November 2021  | 1,993 %        | 1,865 %        |
| 6            | 25. November 2021  | 1,496 %        | 1,738 %        |
| 7            | 1. Dezember 2021   | 2,654 %        | 3,035 %        |
| 8            | 2. Dezember 2021   | 1,887 %        | 1,762 %        |
| 9            | 8. Dezember 2021   | 3,163 %        | 3,085 %        |
| 10           | 9. Dezember 2021   | 2,203 %        | 2,024 %        |
| 11           | 15. Dezember 2021  | 2,741 %        | 2,632 %        |
| 12           | 16. Dezember 2021  | 2,260 %        | 2,467 %        |
| 13           | 22. Dezember 2021  | 2,349 %        | 1,740 %        |
| 14           | 23. Dezember 2021  | 2,303 %        | 1,903 %        |
| 15           | 29. Dezember 2021  | 2,720 %        | 2,769 %        |
| 16           | 30. Dezember 2021  | 2,450 %        | 2,277 %        |
| Durchschnitt | Durchschnitt       | 2,399 %        | 2,386 %        |